# Lijst van vicevoorzitters van de Europese Commissie
Lijst van alle vicevoorzitters van de Europese Commissie sinds het ontstaan in 1958:
| Commissie                                                                | Vicevoorzitters                         | Vicevoorzitters       | Vicevoorzitters                  | Vicevoorzitters        | Vicevoorzitters                  | Vicevoorzitters | Vicevoorzitters            | Vicevoorzitters                    |
| Hallstein I 1958 - 1962 voorzitter: Walter Hallstein                     | Sicco Mansholt                          | Robert Marjolin       | Piero Malvestiti                 |                        |                                  |                 |                            |                                    |
| Hallstein II 1962 - 1967 voorzitter: Walter Hallstein                    | Sicco Mansholt                          | Robert Marjolin       | Giuseppe Caron / Lionello Sandri |                        |                                  |                 |                            |                                    |
| Rey 1967 - 1970 voorzitter: Jean Rey                                     | Sicco Mansholt                          | Wilhelm Haferkamp     | Lionello Sandri                  | Raymond Barre          | Fritz Hellwig                    |                 |                            |                                    |
| Malfatti 1970 - 1972 voorzitter: Franco Maria Malfatti                   | Sicco Mansholt                          | Wilhelm Haferkamp     |                                  |                        |                                  |                 |                            |                                    |
| Mansholt 1972 - 1973 voorzitter: Sicco Mansholt                          |                                         | Wilhelm Haferkamp     |                                  |                        |                                  |                 |                            |                                    |
| Ortoli 1973 - 1977 voorzitter: François-Xavier Ortoli                    | Henri Simonet                           | Wilhelm Haferkamp     | Patrick Hillery                  | Christopher Soames     | Carlo Scarascia-Mugnozza         |                 |                            |                                    |
| Jenkins 1977 - 1981 voorzitter: Roy Jenkins                              | François-Xavier Ortoli                  | Wilhelm Haferkamp     | Henk Vredeling                   | Finn Olav Gundelach    | Lorenzo Natali                   |                 |                            |                                    |
| Thorn 1981 - 1985 voorzitter: Gaston Thorn                               | François-Xavier Ortoli                  | Christopher Tugendhat |                                  |                        |                                  |                 |                            |                                    |
| Delors I 1985 - 1989 voorzitter: Jacques Delors                          | Manuel Marín vanaf 1999 voorzitter a.i. | Arthur Cockfield      | Frans Andriessen                 | Karl-Heinz Narjes      | Lorenzo Natali                   |                 |                            |                                    |
| Delors II 1989 - 1993 voorzitter: Jacques Delors                         | Manuel Marín vanaf 1999 voorzitter a.i. | Leon Brittan          | Frans Andriessen                 | Henning Christophersen | Filippo Maria Pandolfi           |                 |                            |                                    |
| Delors III 1993 - 1995 voorzitter: Jacques Delors                        | Manuel Marín vanaf 1999 voorzitter a.i. | Leon Brittan          | Martin Bangemann                 | Henning Christophersen | Antonio Ruberti                  | Karel Van Miert |                            |                                    |
| Santer 1995-1999 voorzitter: Jacques Santer vanaf 1999 Manuel Marín a.i. | Manuel Marín vanaf 1999 voorzitter a.i. | Leon Brittan          |                                  |                        |                                  |                 |                            |                                    |
| Prodi 1999 - 2004 voorzitter: Romano Prodi                               | Neil Kinnock                            | Loyola de Palacio     |                                  |                        |                                  |                 |                            |                                    |
| Barroso I 2004 - 2009 voorzitter: José Manuel Barroso                    | Margot Wallström                        | Siim Kallas           | Günter Verheugen                 | Jacques Barrot         | Franco Frattini / Antonio Tajani |                 |                            |                                    |
| Barroso II 2009 - 2014 voorzitter: José Manuel Barroso                   | Catherine Ashton                        | Siim Kallas           | Neelie Kroes                     | Joaquín Almunia        | Antonio Tajani / Michel Barnier  | Maroš Šefčovič  | Olli Rehn / Jyrki Katainen | Viviane Reding / Günther Oettinger |
| Juncker 2014 - 2019 voorzitter: Jean Claude Juncker                      | Frans Timmermans                        | Andrus Ansip          | Kristalina Georgieva             | Valdis Dombrovskis     | Federica Mogherini               | Maroš Šefčovič  | Jyrki Katainen             |                                    |
| Von der Leyen I 2019 - 2024 voorzitter: Ursula von der Leyen             | Frans Timmermans                        | Margrethe Vestager    | Josep Borrell                    | Valdis Dombrovskis     | Margaritis Schinas               | Maroš Šefčovič  | Dubravka Šuica             | Věra Jourová                       |
| Von der Leyen I 2019 - 2024 voorzitter: Ursula von der Leyen             | Maroš Šefčovič                          | Margrethe Vestager    | Josep Borrell                    | Valdis Dombrovskis     | Margaritis Schinas               |                 | Dubravka Šuica             | Věra Jourová                       |
| Von der Leyen II 2024 - heden voorzitter: Ursula von der Leyen           | Teresa Ribera                           | Kaja Kallas           | Henna Virkkunen                  | Stéphane Séjourné      | Raffaele Fitto                   | Roxana Mînzatu  |                            |                                    |
| ------------------------------------------------------------------------ | --------------------------------------- | --------------------- | -------------------------------- | ---------------------- | -------------------------------- | --------------- | -------------------------- | ---------------------------------- |

```

 = Eerste vicevoorzitter

 = Vicevoorzitter
```